# 自由广场 (波尔图)

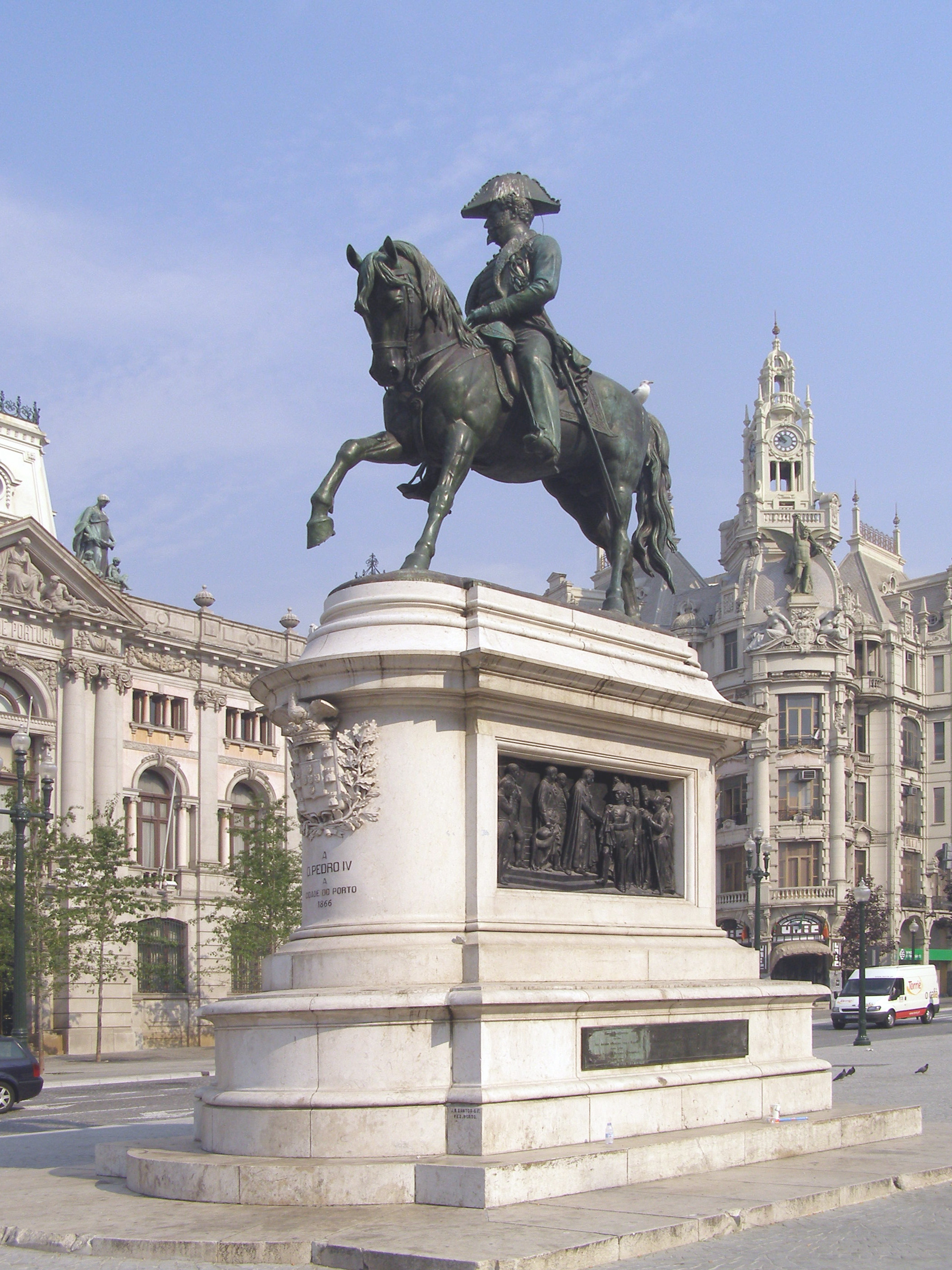
自由广场

自由广场（葡萄牙語：Praça da Liberdade）是葡萄牙城市波圖的一个广场，位于下城的圣伊尔德丰索堂区。
该广场源于1718年，称为新广场（Praça Nova）。最初，广场被中世纪城墙和城市宫殿所包围，现在这些都不存在了。1788年以后， Lóios 修会在广场南侧建造了一个修道院，取代了中世纪城墙，雄伟的新古典主义立面，即今日的 Cardosas 宫（Palácio das Cardosas），是广场上现存最古老的建筑，主宰着广场南侧，已有200多年。
在19世纪，若干因素增加了此广场的重要性。1819年后，市政厅搬到广场北侧,广场附近又建成了路易一世大橋（1887年）和圣本托火车站（1896年）。自由广场为波尔图的政治，经济和社会的中心。
1866年，在广场中间树立了由法国雕塑家 Anatole Calmels创作的佩德罗四世的骑马雕像。
1916年后，广场的外观改变甚多，市政厅被拆除，广场北侧建成现代化的同盟大道（Avenida dos Aliados）。自由广场和大道周围的建筑物都被银行，酒店，餐厅和办公室占用。这是该市一个重要旅游景点。